# Ectochela flavilunata
Ectochela flavilunata là một loài bướm đêm trong họ Noctuidae.